# West Covina
West Covina, California là một thành phố thuộc quận Los Angeles trong tiểu bang California, Hoa Kỳ. Thành phố có tổng diện tích km2, trong đó diện tích đất là 16 dặm vuông Anh (41 km2). Theo điều tra dân số Hoa Kỳ năm 2010, thành phố có dân số 106.098 người, là thành phố đông dân thứ 252 tại Hoa Kỳ và thành phố lớn thứ 49 bang California năm 2010.